# Oksana Skaldina
Oksana Skaldina (ukrainska: Оксана Скалдіна), född den 24 maj 1972 i Zaporizjzja,  Ukrainska SSR, Sovjetunionen, är en ukrainsk gymnast.
Hon tog OS-brons i rytmisk gymnastik i samband med de olympiska gymnastiktävlingarna 1992 i Barcelona.